# Hubert Stevens
Hubert Stevens   (Lake Placid, 7 de març de 1890 - Lake Placid, 26 de novembre de 1950) va ser un pilot de bobsleigh estatunidenc que va competir durant la dècada de 1930. Era germà dels també pilots de bobsleigh Curtis Stevens i Paul Stevens.
El 1932 va prendre part en els Jocs Olímpics de Lake Placid, on guanyà la medalla d'or en la prova de bobs a 2 formant parella amb Curtis Stevens. Quatre anys més tard, als Jocs de Garmisch-Partenkirchen, fou quart en la bobs a 4, fent equip amb Crawford Merkel, Robert Martin i John Shene.